# Die Münzraub-AG
Die Münzraub-AG (im Original Coin Heist) ist ein US-amerikanisches Heist-Movie aus dem Jahr 2017. Basierend auf einem Jugend-Roman von Elisa Ludwig wurde das Drehbuch von Emily Hagins geschrieben, die gleichzeitig Regisseurin des Films ist. Der Film läuft seit dem 6. Januar 2017 auf Netflix.

## Handlung
Jasons Vater wird verhaftet, weil er Geld der Schule veruntreut haben soll. Der Schule droht daraufhin die Pleite, und es wird an allen Ecken und Enden gekürzt. Als Jasons Mitschülerin Alice sieht, wie schlecht das Rechnernetz der Münzprägeanstalt der US Mint gesichert ist, entwickelt sie einen Plan, wie sie Geld für die Schule auftreiben können: Sie wollen in die Prägestätte einbrechen, um dort absichtlich leicht fehlerhafte Münzen herstellen, die sie anschließend teuer an Münzsammler verkaufen. Die beiden holen sich Unterstützung durch Jasons Ex-Freundin Dakota, die ihr Organisationstalent einbringt, sowie Benny, der technisch versiert ist.
Als sie ihren Plan dann in die Tat umsetzen, werden sie von ihrem Kunstlehrer Mr. Rankin beobachtet. Der bringt die Vier zum Schulleiter, der dann entscheidet, die Münzen als anonyme Spende für die Schule anzunehmen und im Gegenzug den Vieren Immunität gewährt.

## Besetzung und Synchronisation
| Rolle             | Darsteller              | Synchronsprecher        |
| ----------------- | ----------------------- | ----------------------- |
| Jason Hodges      | Alex Saxon              | Patrick Stamme          |
| Alice             | Alexis G. Zall          | Elise Eikermann         |
| Dakota Cunningham | Sasha Pieterse          | Leoni Kristin Oeffinger |
| Benny             | Jay Walker              | Daniel Schütter         |
| Mr. Rankin        | Michael Cyril Creighton | Robin Brosch            |
| Chaddie           | Alex Maizus             | Philipp Draeger         |
| Greg              | David W. Thompson       | Johannes Semm           |
| Mr. Cunningham    | Peter Benson            | Robert Missler          |
| Mrs. Cunningham   | Blanche Baker           | Anne Moll               |
| Mrs. Drake        | Mylinda Hull            | Kerstin Draeger         |